# Oupeye
Oupeye là một đô thị ở tỉnh Liege, vùng Wallonie, Bỉ. Tại thời điểm ngày 1 tháng 1 năm 2006, Oupeye có tổng dân số 23.581. Tổng diện tích là 36.11 km² với mật độ dân số 653 người trên mỗi km².